# L'ombra della Luna
L'ombra della Luna (in inglese Shadow of the Moon) è un romanzo storico dell'autrice inglese Mary Margaret Kaye. Il libro, originariamente edito nel 1957 e ripubblicato nel 1979 (dopo il successo di Padiglioni lontani) racconta la storia d'amore tra il capitano Alex Randall, funzionario politico al servizio della Compagnia delle Indie Orientali, e Winter de Ballesteros, giovanissima ereditiera anglo-spagnola che si reca in India per sposarsi, sullo sfondo dello scoppio dei Moti indiani del 1857.

## Trama

### Storia di Sabrina
Il quinto conte di Ware, Lord Henry Grantham, ha avuto cinque figli dalla defunta moglie Selina Wycombe: Herbert, Charles, Ashby, Emily e John. Quando quest'ultimo, John Grantham, ragazzo brillante, bello e pieno di vita, figlio prediletto del conte, muore nella battaglia di Waterloo del 1815, la giovane sua sposa, Louisa Cole, si trasferisce a Ware, morendo lì successivamente, il 1º gennaio 1816, nel dare alla luce una bambina, Sabrina Grantham.
Sabrina viene affidata alle cure della zia Emily e il nonno, tipo scontroso e burbero, scopre di riservarle ben presto tutto l'affetto e l'amore pari a quello riservato un tempo al suo John. Quando la dolce, bionda Sabrina compie vent'anni viene convinta dal nonno ad intraprendere un viaggio in India accompagnando la zia Emily dal marito, il Baronetto sir Ebenezer Barton, funzionario della Compagnia delle Indie. Qui, alla corte del Re dello Oudh, la giovane fa la conoscenza dei De Ballesteros, una nobile, ricca ed eccentrica famiglia spagnola espatriata in India. Oltre a Ramòn De Ballesteros e Anne Marie de Selincout, conde e condesa De Los Aguilares, Sabrina incontra la loro figlia, Juanita, sposata a una principe locale e residente al Gulab Mahal, un palazzo rosa situato nella città di Lucknow e, infine, un anno più tardi, Marcos De Ballesteros, l'unico figlio maschio del conde Ramòm, un giovane affascinante, alto e moro, appena rientrato dalla Spagna.
Marcos e Sabrina si innamorano perdutamente ma il loro matrimonio è contrastato dal nonno della ragazza che non vuole separarsi dalla nipotina preferita, che arriva a minacciare di diseredarla qualora non rientri in Inghilterra al più presto.
Testarda e innamorata, Sabrina sposa Marcos nel marzo del 1838 e pochi mesi più tardi rimane incinta. L'idillio dei due giovani è presto spezzato; nell'aprile dell'anno successivo Marcos è costretto a partire per un breve viaggio nel Sud per affari e Sabrina, mortale la zia Emily, viene inviata dalla cognata Juanita al Gulab Mahal. Profondamente provata dal clima afoso dell'India, a cui non è abituata, spossata dalla gravidanza, Sabrina comincia anche a sentirsi abbandonata; la mattina, nella sua stanza degli stucchi al Gulab Mahal, la giovane vede proiettata nella parete l'ombra di una falce di Luna che si erge sulla moschea vicino al palazzo e arriva a temere irrazionalmente quell'ombra, collegandola al suo senso di abbandono in quella terra straniera, nonché alla paura improvvisa di quel paese, l'India, per lei sconosciuto. Una mattina del maggio 1839, all'alba, dopo aver saputo che Marcos è malato di colera, la ragazza partorisce una bambina, a cui dà il nome Winter, in ricordo della neve, del freddo e dell'inverno della sua Inghilterra. Prima di morire, consumata dalla febbre puerperale, scrive una lettera al nonno pregandolo di prendersi cura della sua unica figlia. Marcos rientra due settimane più tardi e, affranto dal dolore per la perdita dell'amata sposa, parte per la prima guerra anglo-afghana

### Storia di Winter
Winter de Ballesteros, condesa de Los Aguilares, trascorre i suoi primi anni al Gulab Mahal, allevata dalla zia Juanita, in compagnia della cugina Ameera, in un contesto sereno, tra giochi e favole indiane, ma dopo la morte del padre, durante la ritirata da Kabul nel 1843, si mette in moto il meccanismo per farla trasferire in Inghilterra, com'era desiderio di Sabrina se la piccola fosse rimasta orfana: così Winter arriva a Ware all'età di sei anni e mezzo, del tutto malaccetta e sgradita nella famiglia materna, considerata dai parenti alla stregua di un'ospite straniera che nulla a che fare coi Grantham. Nonostante il grande affetto del bisnonno, che, sebbene la bambina non somigli minimamente alla nipote, coi capelli scuri e i tratti spagnoli ereditati dal padre, riversa su di lei tutto l'attaccamento che aveva per sua madre, Winter comincia a soffrire di solitudine e a rimpiangere fortemente l'India. Quando compie undici anni viene fidanzata con il nipote del vecchio sir Ebenezer Barton, Conway, trentaseienne commissario del Lunjore (una provincia dell'India affidatagli sotto l'influenza dello zio) che vede nella bimba, unica erede dei Ballesteros, l'occasione per diventare immensamente ricco. Pigro, vagabondo e ubriacone, Conway non si guarda dal condurre una vita dissoluta e ben presto il suo fisico ne risente; così, quando tempo dopo Lord Ware lo richiama in Inghilterra per sposare la sua pupilla, che sta per compiere diciassette anni, a Conway manca il coraggio di presentarsi, dato il suo aspetto prematuramente invecchiato e obeso, e decide di far venire in India la ragazza per sposarlo, dando l'ordine al suo fidato assistente, il trentenne capitano Alex Randall, uno dei soldati di sir Henry Lawrence costretti a diventare amministratori, di andare in Inghilterra a prelevare la fidanzata, oltre che a convincere il vecchio; il giovane, suo malgrado, parte per Ware ma al suo arrivo, nel marzo del 1856, il conte è già morto.
Alex incontrerà Winter al funerale di Lord Ware e, inconsciamente, ne rimarrà deliziato perché la ragazza, pur non avendo la bellezza appariscente e alla moda dell'altezzosa cugina Sybella (l'erede legittima di Ware), ha un aspetto particolare, cogli occhi scuri dei De ballesteros e l'incarnato delicato della madre, e il capitano la troverà troppo giovane e pura per darla in pasto a quel debosciato del suo superiore e tenterà in ogni modo di non farla partire, ma i parenti non ne vorranno sapere. Winter stessa è al settimo cielo all'idea di sposare Conway (che lei ricorda a stento), tornare in India e lasciare finalmente il gelo delle stanze vittoriane di Ware. Durante il viaggio per L'India, a bordo della Sirius e della Glamorgan Castle, Alex e Winter cominceranno a conoscersi meglio e ad avvicinarsi, ma allo stesso tempo allontanarsi: Randall, infatti, si sente colmo di impotenza e frustrazione per non essere riuscito a evitare la partenza della contesa, e, sentendosi responsabile, furioso con sé stesso e imperscrutabile, la evita, mentre Winter, inconsciamente attratta dall'affascinante capitano, e stranamente a suo agio con lui, comincia a covare un sordo e pacato risentimento.
Tra tuffi nell'Oceano Indiano e pescecani, salvataggi sul ponte, scali a Malta e ad Alessandria, i protagonisti arrivano finalmente al porto di Calcutta ma Conway non sarà ad attenderli, e, ancora spaventato dal mostrarsi alla giovane, rimanderà l'incontro, cercando di temporeggiare, adducendo come scusa il troppo lavoro; a Delhi, tuttavia, una sera, per caso, Winter deduce erroneamente che il suo futuro marito è malato e, furiosa e indignata, se la prende con Alex; lui cercherà invano di farle capire il tipo di vita che conduce Barton, tra alcool, oppio e orge, e, infine, in quella magica notte, la bacierà. Stupita dal trasporto provato e dalle sue stesse sensazioni, Winter fugge da Alex e si reca da Conway per assisterlo nella malattia, mentre il giovane, corsole dietro, e feritosi nella corsa a cavallo, non arriverà in tempo per fermarla: nel Lunjore, infatti, Barton, assistito dalla fortuna, e meravigliato dell'ingenuità di Winter (che ha scambiato per malattia i postumi di una sbornia) darà disposizioni per un matrimonio immediato ed entro la stessa sera saranno marito e moglie; Winter non tarderà a rendersi conto della verità delle parole di Alex, della brutalità del marito e della sua mediocrità, né tanto meno di ciò che rifiutava di sentire per il capitano, troppo presa dal suo sogno infantile di Conway per rendersi conto di essersi innamorata perdutamente di Alex, così innamorata che la sua sola presenza sarà l'unica sua fonte di gioia nei mesi che seguiranno e in un'occasione Winter gli salverà persino la vita.
Nel frattempo Alex, lungimirante e intelligente, è preoccupato dalla piega presa dagli eventi; dopo l'annessione dello Oudh, tra gli indigeni regna il malcontento, e, resosi conto che la Compagnia è alle soglie di una catastrofe, quando viene a sapere della questione del moschetto a canna rigata Pattern 1853 Enfield (vedendo in essa la minaccia di un denominatore comune che potrebbe unire tutti gli indiani, musulmani o indù, contro il conquistatore) tenta di convincere il commissario, nonché i tre colonnelli della fanteria locale, a prendere delle precauzioni contro un possibile ammutinamento dei sepoy, ma ovviamente non viene creduto.
Nel maggio del 1857 la rivolta scoppia a Meerut, a Delhi e, infine, si propaga, in un bagno di sangue, per tutta l'India e una mattina, dopo un ballo alla Residenza in onore del 38º compleanno della Regina Vittoria (dato appunto per scongiurare ogni possibile pericolo) si propaga anche nel Lunjore, dove i sepoy si ammutinano e trucidano tutti i feringhi (gli inglesi).
Alex, determinato a compiere il suo dovere di soldato, arrabbiato con sé stesso, si dirigerà, infine, invece, alla Residenza del commissario per salvare Winter, non avendo il coraggio di abbandonarla al suo destino; dalla Residenza, presa di mira dai sepoy e dalla plebaglia della città, il giovane fuggirà con Winter nella giungla, insieme a una delle favorite di Conway, Lou Cottar, e a un'amica di Winter, Lottie, incinta di sette mesi di un ufficiale britannico morto nella presa di Delhi, e le metterà in salvo nascondendole in un rifugio segreto, lo Hirren Minar, una palazzina di caccia dove cercheranno di adattarsi a vivere nascosti tra i mille pericoli della giungla. All'incirca un mese dopo Lottie metterà al mondo una bambina, Amanda, che, alla morte della ragazza, verrà presa in custodia da Lou. Scioccato dalla terribile esperienza del parto di Lottie, Alex, consapevolmente innamorato di Winter, deciderà di tenerla lontano per non rischiare una gravidanza in quel momento così critico (senza sapere che Winter è già incinta dopo l'unica, breve notte incosciente passata con lei nella foresta); stanati da un incendio dal loro nascondiglio sicuro, i tre saranno infine catturati e, dopo gli eventi di Cawnpore, portati al Gulab Mahal, protetti da Walayat, marito della cugina di Winter, Ameera, la figlia di Juanita. Tornata infine nell'amato palazzo rosa del Gulab Mahal, teatro dei pochi anni di felicità della sua infanzia, Winter qui una sera si sposa precipitosamente con Alex, senza che i due abbiano, tuttavia, ben chiarito i sentimenti reciproci l'un l'altra (lui pensa di essere per lei un amico che la protegge e lei per lui una sgradevole responsabilità); sarà solo dopo, infatti, che il giovane abbia scoperto la gravidanza di Winter, che finalmente potrà crollare ogni ostacolo tra i due. Dopo pochi giorni di vera felicità, tuttavia, Alex sarà costretto a guardare in faccia la realtà e i suoi doveri e a partire per il Lunjore e per la guerra e Winter, col cuore a pezzi, lo lascerà andare.
Passano i mesi, dalla Gran Bretagna arrivano i rinforzi, ma di Alex nessuna notizia. Nel febbraio del 1858, in quella stessa stanza dov'era nata e dove Sabrina era morta, Winter dà alla luce il figlio di Alex. Quando ormai tutto comincia a far credere che il capitano sia indubbiamente morto, solo lei, dando prova di una rara fermezza e tempra morale, non si rassegna e rimane ad attenderlo al Gulab Mahal, continuando a sperare e a rifugiarsi nei tanti momenti di terrore e irrefrenabile angoscia nella sua amata stanza, all'ombra della falce di luna, confidando di non ripetere lo stesso destino della madre.

## Personaggi
- Winter De Ballesteros
- Alex Randall
- Conway Barton
- Kishan Prasad
- Lord Carlyon
- Niaz Mohammed Khan
- Lottie Arbuthnot
- Sophie Arbuthnot
- Lucy "Lou" Cottar
- Sir Henry Lawrence
- William Hodson
- colonnello Fred Moulson
- colonnello Parker
- colonnello Gardener-Smith
- Sabrina Grantham
- Marcos De Ballesteros
- Juanita De Ballesteros
- Anne Marie De Selincourt
- Sir Ebenezer Barton
- Ameera
- Walayat
- Lord Henry Grantham
- Lord Huntly Grantham
- Lady Julia Pike
- Lady Sybella Grantham
- Zobeida
- Hamida

## Ristampa
Il libro, originariamente scritto nel 1957 (il centenario della rivolta dei sepoy), fu ristampato nel 1979, dopo il successo ottenuto dalla scrittrice con il best seller Padiglioni lontani, e Shadow of the Moon fu, in un certo senso, la definitiva consacrazione di Kaye. La prima edizione era tuttavia una metà del manoscritto originale, senza le parti che trattavano della politica, limitandosi alla storia d'amore. Negli anni ottanta, il romanzo venne ristampato integralmente, includendo anche le parti in precedenza non contemplate.

## Pensieri di Kaye
-"Ripensandoci, non riesco a ricordare un momento in cui non sapevo niente circa l'ammutinamento indiano.
-"Questi racconti sull'Ammutinamento divennero le mie storie preferite. In gran parte perché ho potuto vedere e camminare su tutti quei luoghi in cui le cose che ho descritto erano realmente accadute. Mi ricordo ancora l'emozione di scoprire, quando visitai Lucknow, che il vecchio soldato responsabile del Cimitero nella Grande Residenza, dove Sir Henry Lawrence e tutti coloro che erano morti durante l'assedio della residenza erano stati sepolti, era stato un membro della guarnigione.
-"Shadow of the Moon, come Padiglioni Lontani, contiene molta più verità della finzione. Come nei padiglioni, non ho avuto bisogno di inventare, perché era tutto su un piatto d'argento. Rimaneva solo da inventare un eroe, un'eroina e una manciata di altri personaggi, che facessero quelle cose che, sapevo, le persone reali avevano fatto. E, poi, accrescere e allungare un po' l'India, adattandola ad uno stato immaginario, al confine di Oudh - Lunjore.
_"Dal momento che tutto quello che avevo letto, sentito e imparato a conoscere circa l'ammutinamento mi ha suggerito che i semi della ribellione erano stati gettati molto tempo prima dello scoppio vero e proprio , ho deciso di farne la storia di due donne, Sabrina, che vive in India nel periodo poco prima della prima guerra afgana e sua figlia, che vede l'ammutinamento tanto a lungo rimandato esplodere.

## Curiosità
- Nonostante il romanzo sia considerato una storia sulla rivolta dei sepoy, e sicuramente in parte questo è vero, in realtà l'ammutinamento vero e proprio scoppia solo nell'ultima parte del libro; perlopiù il racconto offre un quadro dettagliato della corrotta società anglo-indiana alla vigilia dell'ammutinamento, soffermandosi, in particolare, sulle cause dello scoppio della ribellione.
- Sebbene Winter sia la protagonista indiscussa del romanzo e la storia segua la vicenda del suo amore per il capitano Randall, in realtà le prime sezioni del libro si soffermano sulla storia della famiglia di Winter, in particolare su quella della madre, Sabrina, che sarà poi spesso citata in merito ai paragoni con la figlia; il destino comune segnato dalla guerra di queste due giovani donne, entrambe orfane e bellissime, è infatti uno dei temi centrali della narrazione e sarà soltanto il lieto fine a spezzare l'analogia e la somiglianza tra madre e figlia.
- Nel libro ci sono dei fenomeni non del tutto spiegati che permettono a Sabrina, durante il soggiorno nella residenza del Lunjore, di "interferire" nella vita della figlia, ormai adulta, sposata e padrona della residenza, la quale scorge infatti molto spesso, nella magica luce del tramonto indiano, un'eterea fanciulla bionda "vestita con abiti antiquati" (appunto, Sabrina). Non riconoscendo la figura della madre, Winter la scambia per un fantasma; allo stesso modo, anche Sabrina scambia la figlia per un fantasma della villa. L'unica frase lasciata dall'autrice a questo proposito risulta essere enigmatica "C'è qualcuno di molto infelice qui. Come.come se fossi io stessa!". Il mistero non è chiarito.
- Il titolo del romanzo si riferisce all'ombra della falce di luna che veniva proiettata la mattina all'alba nella parete della stanza di stucchi rosa al Gulab Mahal (vicino al palazzo, infatti, sorgeva una moschea in cima alla cui cupola si trovava la falce); mentre per Sabrina, quell'ombra di luna diventa simbolo del timore che sente per l'India (aggravato, probabilmente, dalla solitudine), per Winter, al contrario, diventa solo ricordi di felicità (come d'altra parte l'India e il suo fascino in generale) in quella stessa stanza dove sarà più che mai felice insieme ad Alex.
- Alex Randall è citato nei Padiglioni lontani, l'altra opera sull'India della scrittrice, ambientata nel periodo successivo.
- A Sabrina Grantham, la bionda figlia di John e Louisa, viene dato questo nome in onore dei versi del comus (1634) di John Milton Sabrina Fair

- La prima parola del libro è Winter e l'ultima, nella versione in lingua originale, è Alex.